# Redecke
Redecke ist ein Ortsteil der Stadt Melle im Landkreis Osnabrück in Niedersachsen. Der Ort bildete bis 1972 eine Gemeinde im damaligen Landkreis Melle und gehört heute zum Meller Stadtteil Neuenkirchen.

## Geographie
Als alte Bauerschaft besitzt Redecke keinen Dorfkern, sondern besteht aus nordwestlich von Neuenkirchen verstreut liegenden Einzelhöfen.

## Geschichte
Die Bauerschaft Redecke gehörte bis zu den Napoleonischen Kriegen zum Amt Grönenberg des Hochstifts Osnabrück. Von 1807 bis 1810 gehörte Redecke zum Kanton Neuenkirchen des napoleonischen Satellitenstaats Königreich Westphalen. Von 1811 bis 1813 gehörte der Ort unmittelbar zu Frankreich und dort zur Mairie Neuenkirchen im Arrondissement Osnabrück des Departements der Oberen Ems. 1814 kam Redecke zum Königreich Hannover und gehörte dort wieder zum Amt Grönenberg. 1867 fiel Redecke mit dem gesamten Königreich Hannover an Preußen und seit 1885 gehörte die Gemeinde zum Landkreis Melle. Innerhalb des Landkreises Melle gehörte Redecke zur Samtgemeinde Neuenkirchen. Am 1. Juli 1972 wurde Redecke im Rahmen der Gebietsreform in Niedersachsen Teil der Stadt Melle.

## Einwohnerentwicklung
| Jahr | Einwohner | Quelle |
| ---- | --------- | ------ |
| 1871 | 264       | [ 3 ]  |
| 1910 | 211       | [ 4 ]  |
| 1939 | 170       | [ 5 ]  |
| 1950 | 245       | [ 6 ]  |
| 1961 | 164       | [ 6 ]  |
| 1970 | 145       | [ 6 ]  |
| 2014 | 089       | [ 2 ]  |

## Baudenkmale
In Redecke sind die landwirtschaftlichen Gebäude Zum Hainteich 27 sowie Redecker Straße 47 und 48 denkmalgeschützt.